# Чебанов Валентин Анатолійович
Чеба́нов Валенти́н Анато́лійович (нар. 29 листопада 1974) — академік НАН України, доктор хімічних наук, професор, український вчений в галузі органічної хімії, хімії гетероциклічних сполук та використання некласичних методів активації у хімії.
Перший заступник генерального директора з наукової роботи НТК «Інституту монокристалів» НАН України, де є також директором Інституту хімії функціональних матеріалів та завідувачем відділу органічної та біоорганічної хімії; завідувач кафедри прикладної хімії Харківського університету ім. В. Н. Каразіна.

## Життєпис та наукова кар'єра
Народився 29 листопада 1974 року у Харкові в сім‘ї військового. 1991 року закінчив Кілп'яврську середню школу (с. Кілп'явр, Мурманська обл., РСФСР)
1991—1996  роки — навчався на хімічному факультеті Харківського університету.
1996—1999  роки — навчався в аспірантурі того ж університету.
2000 року захистив кандидатську, 2010 року — докторську дисертацію.
2012 року отримав звання професора з органічної хімії. 2018 року став членом-кореспондентом НАН України зі спеціальності «Мікрохвильовий органічний синтез». У 2025 році обраний дійсним членом (академіком) відділення Матеріалознавства НАН України за спеціальністю «Матеріалознавство».
З грудня 1999 року працює на різних посадах в НТК «Інститут монокристалів» НАН України (м. Харків):
- 1999—2001 роки — молодший науковий співробітник;
- 2001—2002 роки — старший науковий співробітник;
- 2002—2010 роки — вчений секретар;
- 2011—2014 роки — заступник генерального директора з наукової роботи;
- 2014—2017 роки — в.о. генерального директора;
- з 2017 року — перший заступник генерального директора з наукової роботи та директор Інституту хімії функціональних матеріалів;
- 2008—2023 роки — завідувач лабораторії фізико-хімічних процесів;
- з 2023 року — завідувач відділу органічної та біоорганічної хімії;

З 2012 року — завідувач кафедри прикладної хімії Харківського національного університету ім. Каразіна.

## Громадянська позиція
2018 року Чебанова було внесено до санкційного списку РФ.

## Наукові стажування, стипендії та гранти[2]
З жовтня 2000 року по липень 2001 року — постдок в Університеті Карла-Франца м. Грац, Австрія (Prof. Gerth Kollenz, стипендія Австрійського фонду академічного обміну OeAD).
У 2005 та 2006 роках — наукові дослідження у лабораторії мікрохвильової хімії (Prof. C. Oliver Kappe) в Університеті Карла-Франца Грац, Австрія (грант INTAS).

### Німецький фонд академічних обмінів (DAAD)
- у 2007 році — в Університеті Констанцу (Prof. Ulrich Groth);
- у 2012 та у 2016 роках — в Університеті Генріха Гейне, м. Дюсельдорф (Prof. Thomas J.J. Müller).

### Ментор з використання мікрохвильових методів синтезу
- у 2016 році — Університет м. Констанц, Німеччина (грант Zukunftskolleg Mentorship Program);
- у 2013, 2015, 2017, 2018 та 2019 роках — Університет Артвін Чорух, Туреччина (гранти фонду MEVLANA);
- 2020—2023 — Грант Національного фонду досліджень України у конкурсі «Підтримка досліджень провідних та молодих учених»;
- 2024—2026 — Грант Національного фонду досліджень України у конкурсі «Дослідницькі інфраструктури для проведення передових наукових досліджень».

Тричі (2012, 2016, 2018 роках) одержував грант Президента України для докторів наук.
Двічі (2018, 2023—2024 роках) одержував гранти Erasmus+

### Інші
- 1994—1996 роки — персональна стипендія Харківського державного університету;
- 2002 року — стипендія для молодих вчених ім. М. М. Бекетова Харківської облдержадміністрації;
- 2004—2005 роки — грант НАН України для молодих вчених;
- 2005—2007 роки — стипендія Президента України для молодих вчених;
- 2008 року — грант Харківської обласної державної адміністрації.
- У 2014 році — запрошений професор в Католицькому університеті м. Левен, Бельгія (Prof. Erik V. Van der Eycken, грант Вченої ради Католицького університету).
- У 2019 році — запрошений професор в Університеті Артвін Чорух, м. Артвін, Туреччина (Dr. Mustafa Kemal Gümüş, грант Erasmus+).
- У 2020 році — запрошений професор в дослідницькому центрі фармацевтичної компанії Ulkar Kimya, м. Черкезкой, Туреччина (Sabbatical Grant of TUBITAK).

## Наукові публікації[7]
Співавтор наукових праць, серед яких монографії та глави у колективних монографіях, наукові огляди, оригінальні статті у провідних наукових журналах, серед яких Journal of Organic Chemistry, Organic Letters, European Journal of Organic Chemistry, Beilstein Journal of Organic Chemistry, Ultrasonics Sonochemistry, Journal of Combinatorial Chemistry, CrystEngComm, Tetrahedron, Synthesis, Supramolecular Chemistry, Organic Process Research and Development та інші. Має патенти України. Неодноразово брав участь у міжнародних конференціях з пленарними, запрошеними та усними доповідями.

## Участь у наукових товариствах, редакційних колегіях, радах[1]
Член редколегії журналів:
- Chemistry of Heterocyclic Compounds;
- American Journal of Organic Chemistry;
- Functional Materials;
- Журнал органічної та фармацевтичної хімії;
- Вісник Харківського національного університету ім. В. Н. Каразіна (Серія Хімія);
- Ukrainica Bioorganica Acta.

3 2018 року голова міжнародного програмного та організаційного комітетів міжнародної конференції «Chemistry of Nitrogen Containing Heterocycles», яка проходить кожні 3 роки починаючи з 1997 року (засновник конференції — проф. Валерій Орлов), а також є одним із засновників та головою програмного комітету щорічної Всеукраїнської конференції молодих вчених з актуальних питань хімії, входить до оргкомітету конференції «Хімічні Каразінські читання».
Організатор Харківського хімічного семінару, де виступають провідні науковці в галузі хімії та суміжних наук з університетів та наукових центрів світу, включаючи Нобелівських лауреатів.
Член спеціалізованої вченої ради Харківського національного університету ім. В. Н. Каразіна Д64.051.14.
Експерт бельгійського наукового фонду Fonds Wetenschappelijk Onderzoek.
Член експертної ради щодо присудження стипендій Харківської обласної державної адміністрації з хімії ім. Бекетова.
Очолює секцію «Хімія і хімічна технологія» Північно-східного наукового центру НАН та МОН України і є заступником голови центру. З 2021 року член науково-координаційної ради Секції хімічних і біологічних наук НАН України. З 2020 року член Виконавчої ради Української науково-дослідницької асоціації і член науково-координаційної ради при Харківський обласній державній адміністрації − голова секції «Розвиток фармацевтичної і суміжних галузей». Консультант Ради молодих вчених при МОН України.

## Науково-педагогічна діяльність
З 2012 року є завідувачем кафедри прикладної хімії Харківського університету ім. Каразіна, викладає курс «Сучасні методи синтезу та аналізу»,проводить практичні заняття зі студентами на базі НТК «Інститут монокристалів» НАН України. Читав курс лекцій «Теоретичні основи органічної хімії». За його ініціативою було суттєво змінено лекційні курси кафедри прикладної хімії та запроваджено нові навчальні дисципліни, зокрема «Хемоінформатика для пошуку нових лікарських засобів», «Фундаментальні основи функціональних матеріалів», «Прогнозування поведінки екосистем та кінетика процесів у розчинах» та інші.
Науковий консультант докторської дисертації (В. Пальчиков, 2019 р.) та 9 кандидатських дисертацій (О. Збруєв, 2008; Я. Сахно, 2009; В. Сараєв, 2010; О. Муравйова, 2010; В. Ткаченко, 2016; М. Мурликіна, 2017; А. Булгакова, 2017; Є. Звягін, 2019; А. Морозова, 2019).

## Нагороди та премії
- Державна Премія України в галузі науки і техніки за 2019 р.
- Премія Кабінету Міністрів України за розроблення і впровадження інноваційних технологій за 2017 р.
- Кращий молодий науковець Харківщини (2008).
- Відзнака НАН України «Талант, Натхнення, Праця» (2009).
- Звання «Кращий винахідник року НАН України» (2012).
- Відзнака за кращий винахід Харківського регіону (2012).
- Золотий знак Міжнародного фонду наукового партнерства за вклад в науку та міжнародну співпрацю (2012).
- Медаль Федерації вчених України (2015).
- Почесна грамота МОН України (2015).
- Почесна грамота Полтавської обласної ради (2015).
- Медаль Державного фонду фундаментальних досліджень «За вклад у науку» (2017).
- Почесна грамота Президії НАН України і ЦК профспілки працівників НАН України (2017).
- Пам'ятна відзнака на честь 100-річчя Національної академії наук України (2018).

- Відзнака НАН України «За наукові досягнення» (2022).
- Грант Королівського хімічного товариства (2023—2024).
- Дія COST EU4MOFs (2023—2026).
- Медаль Головнокомандувача Збройних Сил України «За Сприяння Війську» (2024).
- Медаль Харківської міської ради «За оборону міста-героя України Харкова» (2024).
- Відзнака НАН України «За професійні здобутки» (2024).